# قطعنامه ۲۵۵ شورای امنیت
قطعنامه ۲۵۵ شورای امنیت سازمان ملل متحد که در تاریخ ۱۹ ژوئن ۱۹۶۸ تصویب شد، سندی بین‌المللی دربارهٔ مسئلهٔ در رابطه با اقدام‌های لازم برای حفاظت از کشورهای عضو با سلاح‌های غیر هسته‌ای در معاهدهٔ منع گسترش سلاح‌های هسته‌ای است. این قطعنامه طی نشست ۱۴۳۳ام
با ۱۰ موافق،۰ مخالف و۵ ممتنع تصویب شد.